# Теннис на летних Азиатских играх 2010

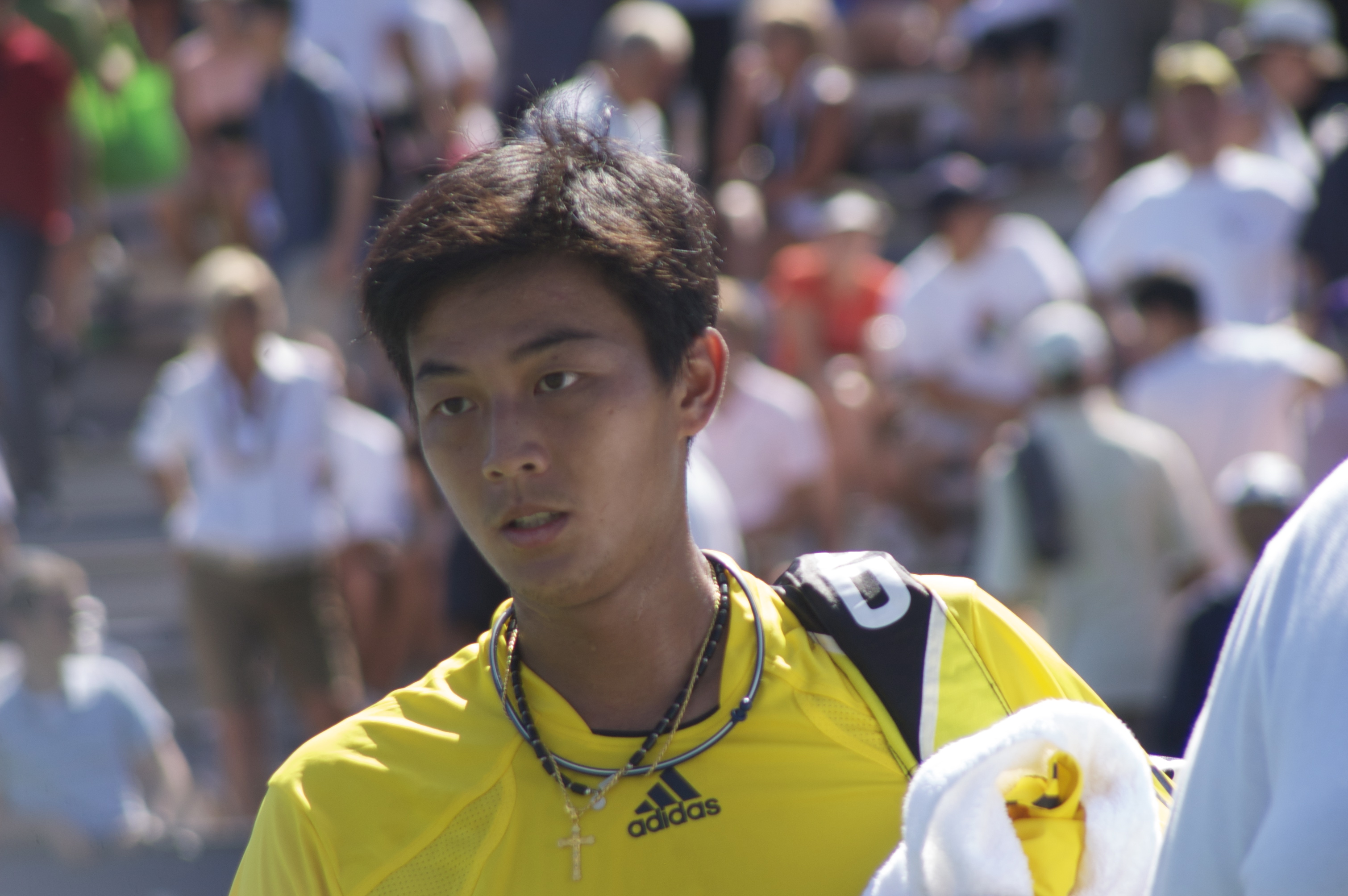
Лу Яньсюнь из Тайваня выиграл в командном турнире своё второе золото Азиатских игр.

Соревнования по теннису на XVI летних Азиатских играх прошли с 13 по 23 ноября, выявив обладателей семи комплектов медалей.

## Общая информация
В 2010 году теннис попадает в программу взрослых Азиатских игр в 13-й раз. Во второй раз в истории местом проведения соревнования становится Китай.
Сроки проведения турнира — в конце теннисного сезона — наложили определённый отпечаток на состав его участников. Многие либо не смогли принять в нём участие совсем, ссылаясь на общую усталость и залечивая травмы, полученные по ходу регулярного сезона (Чжэн Цзе); либо приняли участие в нём в ограниченном числе соревнований (Ли На и Лу Яньсюнь). Также в турнире не приняли участие трое ведущих игроков в мужском парном разряде (индийцы Леандер Паес, Махеш Бхупати и Рохан Бопанна), у которых ещё продолжался сезон на турнирах ATP.
В итоге турниры получились довольно представительными по составу:
- в женских соревнованиях приняли участие Саня Мирза, Ли На, Пэн Шуай, Тамарин Танасугарн, Се Шувэй, Чжан Кайчжэнь, Чжань Юнжань, Чжуан Цзяжун, Кимико Датэ-Крумм.
- в мужских соревнованиях сыграли Сомдев Девварман, Санчай Ративатана, Сончат Ративатана, Лу Яньсюнь, Денис Истомин, Го Соэда.

## Обзор
Отлично проявила себя на турнире вторая китайская команда, составленная из представителей Тайваня. Не в последнюю очередь это произошло из-за того, что в женской части соревнований им удалось задействовать по максимуму всех четырёх ведущих теннисисток страны. Из шести медалей четыре были завоёваны при участии женской команды. Наиболее удался женский парный турнир, где финал был чисто тайваньским.
Второе место по числу медалей оказалось у сборной Индии. В завоевании обеих золотых медалях поучаствовал Сомдев Девварман.
Замкнула тройку наиболее удачливых и сильных команд турнира сборная Китая. Три из четырёх их медалей также на счету женской половины команды. В завоевании обеих золотых медалей поучаствовала Пэн Шуай.
Первые номера посева оказались в призёрах шести из семи соревнований — на их счету 3 «золота», 1 «серебро» и 2 «бронзы». Оказалась без медалей только таиландская команда в мужском парном турнире.

## Спортивные объекты
- Aoti Tennis Centre[1] (13 кортов)

## Медали

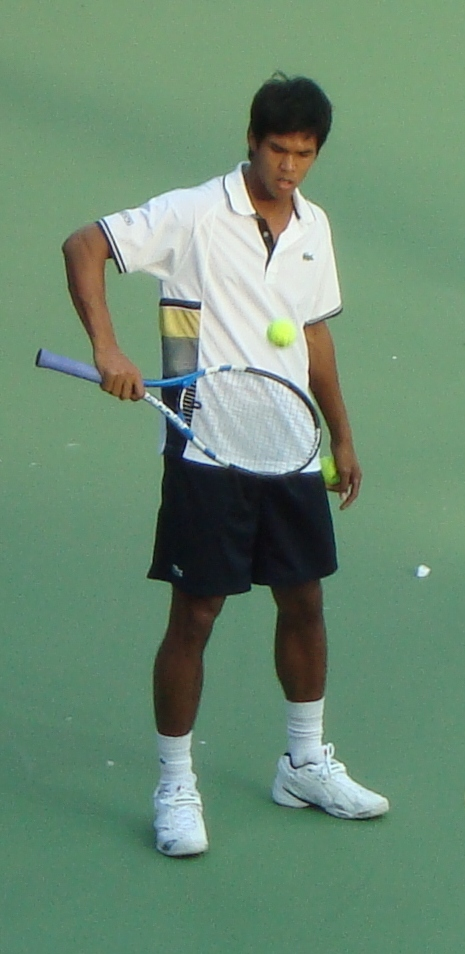
25-летний Сомдев Девварман — чемпион одиночного турнира у мужчин.

### Медалисты

#### Одиночные турниры
| Категория                 | Золото           | Серебро             | Бронза            |
| Одиночный разряд, мужчины | Сомдев Девварман | Денис Истомин       | Тацума Ито        |
| Одиночный разряд, мужчины | Сомдев Девварман | Денис Истомин       | Го Соэда          |
| Одиночный разряд, женщины | Пэн Шуай         | Акгуль Аманмурадова | Кимико Датэ-Крумм |
| Одиночный разряд, женщины | Пэн Шуай         | Акгуль Аманмурадова | Саня Мирза        |

#### Парные турниры
| Категория               | Золото                       | Серебро                  | Бронза                               |
| Парный разряд, мужчины  | Сомдев Девварман Санам Сингх | Гун Маосинь Ли Чжэ       | Чо Сун Джэ Ким Хён Джун              |
| Парный разряд, мужчины  | Сомдев Девварман Санам Сингх | Гун Маосинь Ли Чжэ       | И Цзюйхуань Ли Синьхань              |
| Парный разряд, женщины  | Чжань Юнжань Чжуан Цзяжун    | Чжан Кайчжэнь Се Шувэй   | Пэн Шуай Янь Цзы                     |
| Парный разряд, женщины  | Чжань Юнжань Чжуан Цзяжун    | Чжан Кайчжэнь Се Шувэй   | Ким Со Джон Ли Джин А                |
| Смешанный парный разряд | Чжань Юнжань Ян Цзунхуа      | Саня Мирза Вишну Вардхан | Тамарин Танасугарн Санчай Ративатана |
| Смешанный парный разряд | Чжань Юнжань Ян Цзунхуа      | Саня Мирза Вишну Вардхан | Юрика Сэма Хироки Кондо              |

#### Командные турниры
| Категория                 | Золото                            | Серебро                                     | Бронза                                               |
| Командный турнир, мужчины | Китайский Тайбэй И, Лу, Чжэнь, Ян | Узбекистан Дустов, Иноятов, Истомин, Узаков | Индия Вардхан, Девварман, Растоги, Сингх             |
| Командный турнир, мужчины | Китайский Тайбэй И, Лу, Чжэнь, Ян | Узбекистан Дустов, Иноятов, Истомин, Узаков | Япония Ито, Мацуй, Соэда, Судзуки                    |
| Командный турнир, женщины | Китай Ли, Пэн, Чжан, Янь          | Китайский Тайбэй Се, Чжан, Чжань, Чжуан     | Япония Датэ-Крумм, Дои, Морита, Фуда                 |
| Командный турнир, женщины | Китай Ли, Пэн, Чжан, Янь          | Китайский Тайбэй Се, Чжан, Чжань, Чжуан     | Таиланд Вонгтинчай, Летчивакан, Луангнам, Танасугарн |

### Общий зачёт
| Общее количество медалей |                  |        |         |        |       |
| Место                    | Страна           | Золото | Серебро | Бронза | Всего |
| 1                        | Китайский Тайбэй | 3      | 2       | 1      | 6     |
| 2                        | Индия            | 2      | 1       | 2      | 5     |
| 3                        | Китай            | 2      | 1       | 1      | 4     |
| 4                        | Узбекистан       | 0      | 3       | 0      | 3     |
| 5                        | Япония           | 0      | 0       | 6      | 6     |
| 6                        | Республика Корея | 0      | 0       | 2      | 2     |
| 6                        | Таиланд          | 0      | 0       | 2      | 2     |
| Всего                    | Всего            | 7      | 7       | 14     | 28    |